# Xestia trifurcata
Xestia trifurcata là một loài bướm đêm trong họ Noctuidae.